# (417) Suevia
(417) Suevia es un asteroide perteneciente al cinturón de asteroides descubierto el 6 de mayo de 1896 por Maximilian Franz Wolf desde el observatorio de Heidelberg-Königstuhl, Alemania.
Está nombrado por una hermandad de estudiantes de Heidelberg.